# Кубота Такаюкі
Такаюкі Кубота (яп. 窪田 孝行, *20 вересня 1934, Кумамото, Японія — †14 серпня 2024, Глендейл, Каліфорнія, США) — японсько-американський майстер бойових мистецтв, засновник стилю карате Госоку-рю, винахідник Куботана, засновник і президент International Karate Association (IKA).
Википедија
+5
Википедия — свободная энциклопедия
+5
Wikipedia
+5

## Біографія
Ранні роки
Такаюкі Кубота народився в місті Кумамото на острові Кюсю в Японії. Його батько, Денджіро Кубота, був майстром дзюдзюцу та дзюкандо. З чотирьох років Такаюкі почав вивчати бойові мистецтва під керівництвом батька, включаючи дзюдо, кендо, кейбо-дзюцу та тренування з макиварою. Під час Другої світової війни він навчався карате у двох майстрів з Окінави — Теради та Токунаги, які викладали основи тоде (попередника сучасного карате) місцевим жителям.

### Переїзд до Токіо
У 1947 році (у віці 13 років) він вирушив до Токіо , щоб там жити і тренуватися, хоча батько попередив Такаюкі, що повернутися він не зможе; сам Кубота каже, що це сильно загартувало його характер  . Після приїзду в нього не було ні роботи, ні навіть місця для ночівлі  . Він спав у храмах і на вокзалах, а їжу видобував зі сміттєвих контейнерів  .
Післявоєнний Токіо зустрів юнака безладом, голодом, безліччю волоцюг на вулицях, чорним ринком, дрібними злочинами, активною діяльністю гангстерів та звичним насильством  . Але незважаючи ні на що він завжди знаходив можливість і час тренуватися. Незабаром відбулася зустріч, яка круто змінила долю Такаюкі  . Він стояв у черзі по їжу в районі одного з місцевих відділень поліції, коли спалахнув скандал. Кубота допоміг поліцейським, одним із яких був детектив Каріно. Каріно дав притулок Куботу у себе вдома, познайомив з колегами і допоміг закінчити освіту  . Каріно привів Куботу в додзьо , де той багато почерпнув у майстра-китайця на ім'я Цай  .
На подяку за дах і їжу Кубота навчав Каріно мистецтву тайхо-дзюцу  .
Так Кубота був відзначений поліцією Токіо і починаючи з 1947 року (у 14-річному віці)  викладав карате, тайхо-дзюцу , гяку тэ дзіцу, рукопашний  поліцейськими кийками [  ]  . Сильна, жорстка та практична, дещо незвичайна техніка Куботи Такаюкі була визнана поліцією як ідеальна для умов післявоєнного Токіо, де звичайний поліцейський не завжди міг протистояти добре навченим бойовикам Якудзи  . Прихильник навчання на власному прикладі, Кубота як таємний агент безкоштовно  залучався до різноманітних небезпечних ситуацій, щоб перевірити і довести ефективність своєї методики  . Беручи участь у масових арештах, часто один, він заслужив прізвисько "one man riot control"  . Відомі приклади:
- Під час сильних заворушень в одному з районів Токіо Куботу висадили у центр подій. За годину під'їхало 6 вантажівок, щоб забрати знешкоджених бунтарів.
- Кубота зміг знешкодити півдюжини озброєних ножами грабіжників, використовуючи як зброю своє взуття  .
- Застосувавши техніку дзюдо , Кубота врятував заручницю від рук злочинця і утримав його до прибуття поліції  .
- Застосувавши техніку айкідо , він поодинці знешкодив чотирьох грабіжників  .
- За допомогою техніки карате (бо деякі злочинці були озброєні ножами та палицями) допоміг загону поліції зруйнувати наркокартель  .

Деякий час у Куботи не вистачало грошей, щоб продовжувати вивчення карате у додзе. Тоді він ночами ходив до однієї зі шкіл карате та спостерігав за тренуваннями зовні. Коли він заробив достатньо коштів, продовжив своє навчання карате у додзе. Там він навчався разом з Тояма Канкеном [англ.]  .
зі своїм другом Джорджом Деймоном (колишнім японським чемпіоном з дзюдо) Кубота займався фрідайвінгом . Частиною їхньої підготовки було  .

### Власне додзе
У 17 років Кубота відкриває в Токіо власне додзе  і починає викладати тактику захисту поліції Токіо  .
У 1953 році Кубота реєструє International Karate Association в Ханеді - передмісті  Токіо  .
З 1955 року соке Кубота навчав і сертифікував на численних семінарах по всьому світу тисячі поліцейських інструкторів з 475 різних відділів та агентств, включаючи Інтерпол  , Токійський департамент поліції, ФБР , Департамент поліції Лос - Анджелеса ,  Берегову Охорону, Американську Національну гвардію,  Нью - Йорка Сіетла , Огайо , Венесуели , Еквадору , Італії , Мексики та Польщі  . Його курси варіюються від техніки використання наручників, больової техніки (застосовуваної до агресивних підозрюваних) до технік використання поліцейських палиць, включаючи модернізовану та популяризовану ним тонфоподібну поліцейську палицю PR24  .

### Робота з американцями у Японії
Поступово популярність Куботи зростає, і його запрошують працювати на американські військові бази в Японії  .
У 1950—1959 роках Кубота був інструктором карате, дзюдо та гійокуте-джитсу для військовослужбовців Американських ВПС та морської піхоти  .
З 1958 по 1960 він навчав американську військову поліцію в Кемп-Дзама [англ.] префектури Канагава  .
З 1959 по 1964 він навчав самообороні військовослужбовців армії США в казармах Кисіні в Йокогамі  а також агентів ЦРУ  .
З 1961 по 1963 він навчав американських військовослужбовців на авіабазі Гранд-Хайтс в  і поліцію ВПС США на авіабазі Футю ]  .
Кубота також працював охоронцем американських послів у Японії: Дугласа Макартура II та його наступника Едвіна Райшауера  . За час цієї роботи він отримав перше реальне уявлення про культуру, спосіб мислення та психології, про спосіб життя на Заході  .

### Міжнародний фестиваль бойових мистецтв
У 1963 році Ед Паркер спонсорував перший візит молодого Куботи до США як головну запрошену зірку (main guest star) на «Parker World Tournament» (Світовий турнір Паркера) до Лонг-Біча, Каліфорнія. На той час Кубота вже був досить відомий, тому його запросили надати показові виступи до Академії поліції Лос-Анджелеса. Лейтенант Роберт Смітсон (тоді керівник фізпідготовки в академії) доручив сержанту Харві Еубанксу (тоді керівник з навчання тактикам захисту (defensive tactics)) асистувати у показових виступах. Верхівка поліції була сильно вражена цими виступами. На жаль, 5'4"-футовий Кубота (що важив 145 фунтів) зламав руку Еубанксу, який отримав 3-й дан карате в Японії, був зростанням понад 6 футів і важив близько 200 фунтів  .
2 серпня 1964 року Кубота Такаюкі вперше бере участь у щорічному Міжнародному Фестивалі Бойових Мистецтв у Лонг-Біч [англ.] , організованому «батьком» американського карате Едом Паркером. На цю грандіозну подію були запрошені найяскравіші майстри єдиноборств з усього світу: Брюс Лі , Гранд майстер таеквондо Джун Рі, відомі майстри ушу , що вперше став чемпіоном світу Чак Норріс та інші висхідні зірки Америки  . Кубота був запрошений як головний рефері (Chief Referee), а також для проведення показових виступів. Молодий майстер почав виступ з демонстрації своїх «розігріваючих вправ»: він завдавав ударів залізною кувалдою по власному кулаку  та нозі  . Сам він говорив, що підготовка тіла до подібного бою - частина його стилю, коли боєць може витримати будь-яку атаку  .
Далі він продовжив боями із трьома фіналістами категорії чорних поясів того року, серед яких були Тоні Тулленерс та Чак Норріс . Його зростання було близько півтора метри, в той час як противники були мінімум на голову вище за нього. Спочатку він провів бій з кожним із суперників поодинці, а потім з усіма одразу. Пізніше Чак Норріс став учнем Куботи  .
Відомий також факт, що майстер гартував своє тіло, приймаючи удари бейсбольною битою по тілу  .
Під час деяких зі своїх виступів він при вазі 66 кг розбивав до п'яти цегли, покладених один на одного  .

### США
У вересні 1964 року в журналі Black Belt з'явилася стаття про техніку, яку використовував Кубота Такаюкі у своїй роботі при навчанні поліції  . англ.]  . Кубота був помічений лейтенантом Лос - Анджелесського  поліції  LAPD ) Harvey Eubanks'ом . з LAPD  і ФБР  . Тулленерс, офіцери LAPD  Гелсен, Ральф Бейлі та багато інших. Незабаром учнем Куботи став і  .
У 1965—1971 роках Кубота відкриває додзьо IKA в  .
У 1972-1977 роках навчав інструкторів ФБР з тактики захисту, жіночий персонал LAPD поводженню з куботаном .
У 1974 році Кубота Такаюкі стає громадянином США  .
У 1978 році було проведено перший Soke Kubota World Cup Karate Championship.
У 1989 році (у 55-річному віці) Міністерством Освіти Японії  гранд-майстру Куботе присвоєно титул соке як творцю нового, унікального і міжнародно визнаного стилю Госоку Рю [  незважаючи на свою новизну віднесений до традиційних 
У 1990 році Кубота був нагороджений в "Black Belt Hall of Fame" званням "Weapon's Expert" (Експерт зі зброї)  .
У 1993 році Кубота відкрив додзе у В'єтнамі .
У 1994 році Куботі присвоєно 10-й дан , найвищий ступінь у японських бойових мистецтвах  .
В 1999 Кубота був запрошений в «Martial Arts Hall of Fame» (Зала Слави Бойових Мистецтв)  .
У 2007 році Кубота був запрошений до "United States Martial Arts Hall of Fame" (Американський Зал Слави Бойових Мистецтв) де отримав "Special Award" (спеціальну нагороду)  .
У 2010 році Кубота Такаюкі номінований у категоріях «Living Legend» (Жива Легенда) та «Best Japanese Karate» (Краще Карате Японії) на «THE WARRIOR WITHIN 2010 Award Show»  .
Кубота продовжував викладати різні бойові мистецтва у своєму додзе в Лос-Анджелесі / Глендейл (Каліфорнія) , а також подорожувати світом, даючи уроки в багатьох країнах  . Він говорив, що любить японський стиль карате, але водночас усвідомлює переваги різних підходів до тих самих речей у різних культурах. Він приділяв багато уваги етикету в карате
У 13 років Кубота переїхав до Токіо, де, завдяки випадковому знайомству з детективом Каріно, отримав можливість продовжити освіту та тренування в додзьо китайського майстра Цая. У 17 років він відкрив своє перше додзьо в Токіо.
Кар'єра в Японії
У 1947 році, у віці 14 років, Кубота почав викладати бойові мистецтва офіцерам поліції Камата в Токіо. Протягом наступних десяти років він навчав технікам рукопашного бою та використання кийка. Також він працював інструктором для американських військових баз у Японії, включаючи армію, ВПС та морську піхоту, де викладав карате, кендо, дзюдо та гіокуте-дзюцу.
taekwondotimes.com
+1
Wikipedia
+1
Wikipedia
У 1961 році Кубота був запрошений до США для участі в першому Міжнародному турнірі карате Еда Паркера в Лонг-Біч, Каліфорнія. Його виступи справили враження на американську аудиторію, і він вирішив залишитися в США.
Життя та діяльність у США
У 1964 році Кубота переїхав до Лос-Анджелеса, де почав викладати бойові мистецтва в Академії поліції Лос-Анджелеса та інших правоохоронних органах. Він розробив власний стиль карате — Госоку-рю ("жорсткий і швидкий стиль"), який поєднує елементи Шотокан, Годзю-рю, айкідо, дзюдзюцу та дзюдо.
Википедия — свободная энциклопедия
+1
Wikipedia
+1
У 1974 році Кубота отримав громадянство США. Він продовжував викладати бойові мистецтва, проводити семінари та брати участь у кіноіндустрії як каскадер та актор.

## Винаходи
Кубота винайшов Куботан — пластиковий брелок для ключів довжиною 5,5 дюймів, який використовується як засіб самозахисту. Цей пристрій був розроблений у 1978 році для жінок-офіцерів поліції Лос-Анджелеса. Також він розробив Куботай — пристрій для фіксації зап'ясть та контролю супротивника, запатентований у 1991 році.

## Смерть
Такаюкі Кубота помер 14 серпня 2024 року в Глендейлі, Каліфорнія, у віці 89 років.
Wikipedie, otevřená encyklopedie
+1
Википедија
+1

## Досягнення
10-й дан карате (засновник Госоку-рю)
10-й дан Кубодзюцу (засновник)
5-й дан айкідо
5-й дан дзюдо
2-й дан кендо
Засновник International Karate Association
Винахідник Куботана та Куботая
Інструктор поліції Токіо, LAPD, ФБР та інших правоохоронних органів
Член Зали слави журналу Black Belt (1990)

## Учні
Серед відомих учнів Куботи:
Джеймс Каан — актор, помічник Куботи та керівник групи зброї Soke Kubota’s weapons group
Чак Норріс — актор та майстер бойових мистецтв
Тоні Тулленерс — тричі перемагав Чака Норріса
Род Куратомі — багаторазовий переможець турнірів
Особисте життя
Дружина Куботи, Теа, була віце-президентом International Karate Association. У них було троє дітей: син Тайлер, який перемагав у категоріях "junior kata" та "men’s weapons kata", та дві дочки — Емі та Сара.

## Досягнення у бойових мистецтвах
[ ред . редагувати код ]
За 70 років вивчення бойових мистецтв Кубота вивчив безліч різних стилів. Список бойових мистецтв, в яких Кубота має чорний пояс  :
- 10 дан карате (творець Госоку Рю )
- 10 дан Кубодзіцу (творець)
- гякуте дзицу
- айкідо
- дзю-дзюцу
- дзюдо
- іайдо
- кендо
- кендзюцу
- кобудо
- Тосін-рю (творець)
- Тайхо-дзюцу (техніка арешту)
- Сіндо цуе дзицу (бій тростиною)
- Куботан (техніка володіння явороподібним брелоком для ключів)
- Кубокідо (мистецтво медитації)

Незважаючи на постійну зайнятість, Кубота зміг доповнити свої знання в бойових мистецтвах також небойовими мистецтвами, такими як медитація, історія, каліграфія та ін